# Kampmannsgade (København)
Kampmannsgade er en gade i Indre By i København, som strækker sig fra banegraven ved Boulevardbanen – mellem Hammerichsgade og Vester Farimagsgade – mod vest til Danasvej ved kommunegrænsen ved vestsiden af Sankt Jørgens Sø. 
Gaden blev navngivet efter den danske arkitekt Hack Kampmann (1856-1920), der var kendt for sine markante byggerier, herunder Aarhus Teater og Politigården i København.

## Historisk udvikling
Gaden ligger i et område, der tidligere var en del af jernbaneterræn  fra 1864 til 1911. Efter banegårdens flytning blev kvarteret bebygget i 1920’erne, og mange af områdets gader blev opkaldt efter toneangivende arkitekter, herunder Meldahlsgade, Herholdtsgade, Nyropsgade og Dahlerupsgade.
I begyndelsen af 1900-tallet lå der filtreringsbassiner til Københavns Vandforsyning i området. I 1933 blev Kampmannsgade forlænget over dæmningen, der deler Sankt Jørgens Sø i to bassiner, og skabte dermed en direkte forbindelse til Frederiksberg via Danasvej. Denne vejstrækning blev i mange år kaldt "Dæmningen."

## Bemærkelsesværdige bygninger

### Shellhuset
Et af de mest markante bygninger i Kampmannsgade er Shellhuset, opført i 1934 af arkitekten Gerhard Rønne (1879-1955) for benzinselskabet Shell. Under Besættelsen blev bygningen beslaglagt af den tyske værnemagt og fungerede som Gestapos hovedkvarter i Danmark. Gestapo opbevarede vigtige kartoteker over medlemmer af den danske modstandsbevægelse, og nogle modstandsfolk blev fængslet på øverste etage for at forhindre et luftangreb.
På trods af dette foretog de allierede den 21. marts 1945 en præcisionsbombning, kendt som "Operation Carthago", hvor bygningen blev ødelagt, og Gestapos arkiver gik tabt. Desværre ramte nogle fly også Jeanne d’Arc-skolen på Frederiksberg Allé, hvilket kostede mange civile liv. Shellhuset blev senere genopbygget af arkitekten Vilhelm Lauritzen (1894-1984). På bygningens gavl mod Nyropsgade er en mindetavle med navnene på ni allierede flyvere, der mistede livet under operationen, samt en bronzeafstøbning af et propelblad.

### Kampmannsgade 4 – Kontorhuset for Fagligt Fælles Forbund
På Kampmannsgade 4 ligger et kontorhus, der i dag huser Fagligt Fælles Forbund (3F). Bygningen blev tegnet af de anerkendte arkitekter Mogens Lassen (1901-1987) og Frits Schlegel (1896-1965) og opført i begyndelsen af 1950’erne som hovedkontor for Statsanstalten for Livsforsikring. Foran bygningen står en skulptur af Keld Moseholm Jørgensen, der blev opstillet i 1997 i anledning af fagforbundet SID’s 100-års jubilæum.

## Kampmannsgade i dag
I dag er Kampmannsgade en vigtig trafikåre med en blanding af kontorbygninger, hoteller og erhvervsejendomme. Den centrale beliggenhed tæt på Hovedbanegården og Vesterport Station gør gaden til et travlt knudepunkt i København.